# Alexandra Tydings
Alexandra Tydings Luzzatto (nacida Alexandra Huntingdon Tydings el 15 de diciembre de 1972 en Washington DC,) es una actriz estadounidense, conocida principalmente por su papel de Afrodita en las series de televisión Xena: la princesa guerrera y Hercules: The Legendary Journeys.
Está casada con Ben Luzzatto, con quien tiene dos hijos: Ruby (nacido el 17 de junio de 2004) y Emerson (nacido el 4 de junio de 2006). Desde 2006 vive en su ciudad natal, Washington D. C. enseñando Rock and Roll Yoga. Es nieta de Millard Tydings, antiguo senador de Estados Unidos por el estado de Maryland.